# كلير هبيز أرمسترونغ
كلير هبيز أرمسترونغ (بالإنجليزية: Clare Hibbs Armstrong)‏ هو ضابط أمريكي، ولد في 23 يناير 1894 في ألبرت ليا في الولايات المتحدة، وتوفي في 12 يوليو 1969 في هامبتون في الولايات المتحدة.